# Bad Grönenbach
Bad Grönenbach é um município da Alemanha, situado no distrito de Baixa Algóvia, no estado da Baviera. Tem 42,03 km² de área, e sua população em 2019 foi estimada em 5.675 habitantes.